# Niers

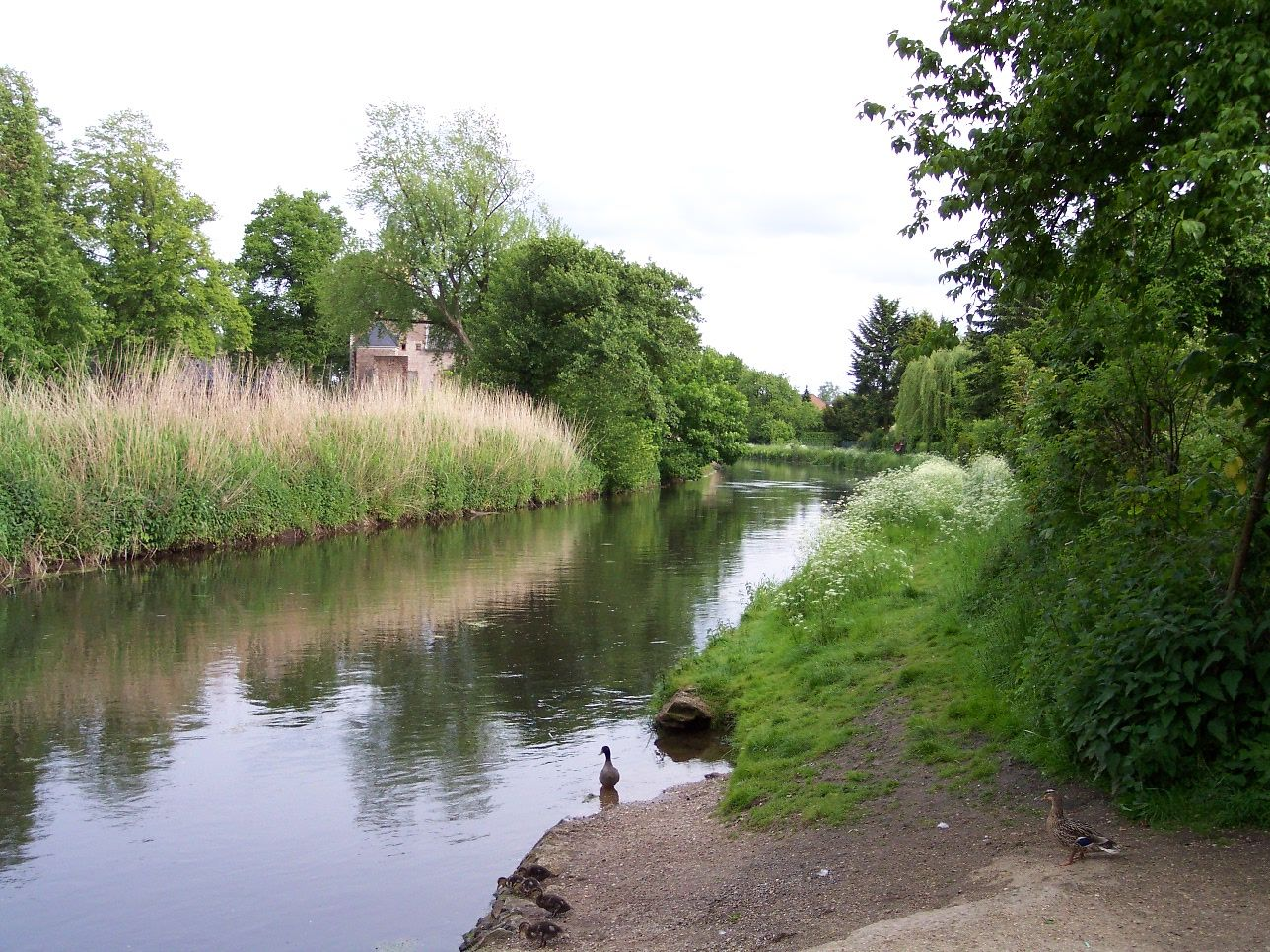
O Niers.

O Niers é um rio da Alemanha e da Holanda, afluente do Meuse.